# Square Raymond-Queneau
Pour les articles homonymes, voir Queneau.
Le square Raymond-Queneau est un espace vert du 18e arrondissement de Paris, situé rue Raymond-Queneau.

## Situation et accès
Le square est accessible par le 22, rue Raymond-Queneau.
Il est desservi par la ligne 12 à la station Porte de la Chapelle et par la ligne 3b du tramway d'Île-de-France à l'arrêt Porte de la Chapelle.

## Description
Il est équipé d'une aire de jeux.

## Origine du nom
Il doit son nom à sa proximité avec la rue Raymond-Queneau, laquelle rend hommage à Raymond Queneau (1903-1976), un romancier, poète, dramaturge français.

## Historique

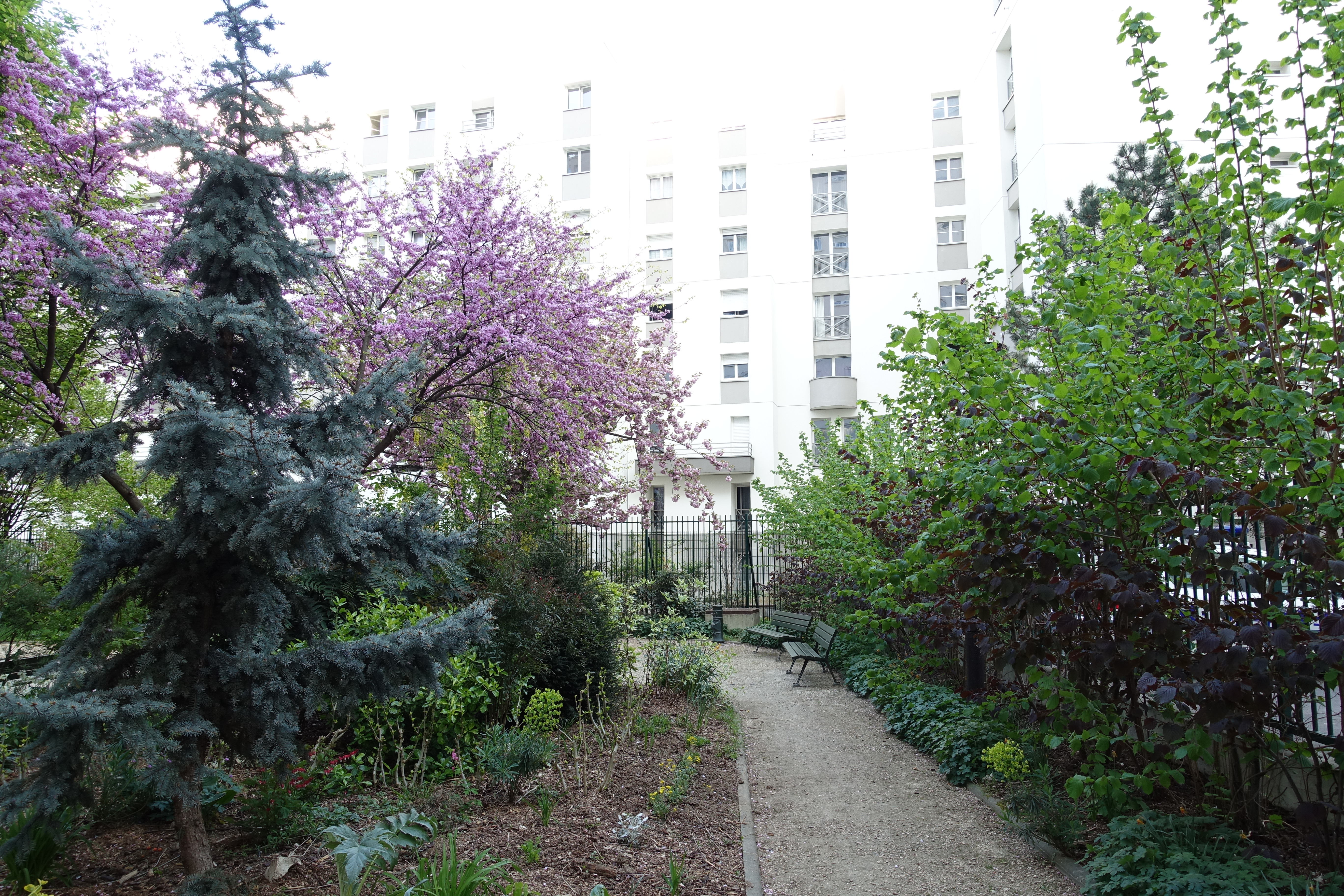
Le square Raymond-Queneau en 2016.

D'une surface de 1 645 m2, il a été ouvert en 1989, rénové en 2005, et à cette occasion planté de cerisiers.
Les riverains ont coutume de rendre hommage à ces cerisiers lors de leur floraison annuelle, par un repas de type hanami.